# Kazuki Nishiya
Kazuki Nishiya (西谷 和希 Nishiya Kazuki?, nacido el 5 de octubre de 1993 en Tochigi) es un futbolista japonés que se desempeña como centrocampista.

## Trayectoria

### Clubes
| Club       | País  | Año    |
| ---------- | ----- | ------ |
| Tochigi SC | Japón | 2016 - |

## Estadística de carrera

### J. League
| Club       | Año   | J. League | J. League | Copa J. League | Copa J. League | Total | Total |
| Club       | Año   | Part.     | Goles     | Part.          | Goles          | Part. | Goles |
| ---------- | ----- | --------- | --------- | -------------- | -------------- | ----- | ----- |
| Tochigi SC | 2016  | 26        | 1         | -              | -              | 26    | 1     |
| Tochigi SC | 2017  | 32        | 8         | -              | -              | 32    | 8     |
| Total      | Total | 58        | 9         | 0              | 0              | 58    | 9     |